# Блага Димитрова
Блага Николова Димитрова е българска писателка, поетеса, литературна критичка и политик от Съюза на демократичните сили (СДС).
Родена през 1922 година в Бяла Слатина, тя завършва славянска филология в Софийския университет и защитава дисертация в Москва, след което работи като редакторка и преводачка. Публикува поредица от стихосбирки и няколко романа. Два от тях – „Отклонение“ (1967) и „Лавина“ (1971) – са филмирани, а „Лице“ (1981) е забранен от цензурата на тоталитарния комунистически режим. В края на 80-те години на XX век се включва във възникващите по това време опозиционни групи, а след падането на режима – в СДС. През 1992 година става първият пряко избран вицепрезидент на България в екип с Желю Желев, но през 1993 година влиза в конфликт с него и напуска поста.

## Биография
Блага Николова Димитрова е родена на 2 януари 1922 г. в Бяла Слатина, област Враца, в семейство на майка учителка и баща юрист. Израства в Търново. През 1941 г. завършва класическа гимназия в София, а през 1945 г. – славянска филология в Софийския университет. През 1951 г. защитава дисертация на тема „Маяковски и българската поезия“ в Литературния институт „Максим Горки“ в Москва. Дълго време се занимава с редакторска, преводаческа и обществена дейност.
Умира на 2 май 2003 г. след тежък инсулт.

## Творчество
Блага Димитрова започва да пише още като ученичка (Класическа гимназия, София). За пръв път публикува в сп. „Българска реч“, год. 13 (1939 г.), май-юни, кн. 8 – 9, две стихотворения. Литературните ѝ интереси я подтикват да запише славянска филология в СУ, а по-късно докторантура в Литературния институт „Максим Горки“. За първото си романово произведение Блага Димитрова черпи впечатления от строежите в Родопите, където тя отива, след като осем години работи като редактор в списание „Септември“ (1950 – 1958). Романът „Пътуване към себе си“ се нарежда сред най-добрите ѝ творби, наред с „Отклонение“, „Страшният съд“, „Лавина“ и забранения по време на тоталитарния режим роман „Лице“. През 1987 г. участва в създаването на „Литературно-художествен кръг – 39-те". Между 1987 и 1989 г. ѝ е забранено публикуване на творбите, заради дисидентските ѝ възгледи и дейности.
За дейността си като писател Димитрова получава множество български и международни литературни награди и отличия, включително Хердерова награда и орден „Стара планина“ – първа степен. Романът ѝ „Лавина“ е филмиран през 1981 г., а през 1991 г. името на Блага Димитрова е официално въведено в американската енциклопедия на трансконтиненталните писателки и поетеси Encyclopedia of Continental Women Writers, редом до други две българки – Ваня Петкова и Елисавета Багряна.
През 2003 г. е издаден 1 том от нейните събрани съчинения. Изданието включва общо 22 тома.

## Участие в политиката
През 1988 г. Блага Димитрова е сред основателите на неправителствените организации Комитет за екологична защита на Русе и Клуб за подкрепа на гласността и преустройството. По-късно участва в ръководството на Федерация на клубовете за демокрация в Съюза на демократичните сили (СДС).

### Народен представител
През 1991 г. става народен представител в XXXVI обикновено народно събрание от парламентарната група на СДС.

### Вицепрезидент
На Президентските и вицепрезидентски избори през 1992 г. е избрана за вицепрезидент, но същата година напуска поста, поради несъгласия с президента Желю Желев след т.нар. „Боянски ливади“.
| Резултати от президентските избори в България на 12/19 януари 1992 година | Резултати от президентските избори в България на 12/19 януари 1992 година | Резултати от президентските избори в България на 12/19 януари 1992 година | Резултати от президентските избори в България на 12/19 януари 1992 година | Резултати от президентските избори в България на 12/19 януари 1992 година | Резултати от президентските избори в България на 12/19 януари 1992 година | Резултати от президентските избори в България на 12/19 януари 1992 година |
| --- | ------------------------------------------------------------------------- | ------------------------------------------------------------------------- | ------------------------------------------------------------------------- | ------------------------------------------------------------------------- | ------------------------------------------------------------------------- | ------------------------------------------------------------------------- |
| \| Кандидат-президент \| Кандидат-вицепрезидент \| Издигнати от \| Гласове I тур \| % I тур \| Гласове II тур \| % II тур \| \| ------------------------------- \| ---------------------- \| ---------------------------------------------- \| ------------- \| --------- \| -------------- \| --------- \| \| Кирил Борисов \| Милан Тонев \| Либерална партия - Перник \| 11 227 \| 0,22% \| \| \| \| Тодор Пашалийски \| Велин Илиев \| Християнрадикална партия \| 6 307 \| 0,12% \| \| \| \| Иван Георгиев \| Иван Кисимов \| Българска национално-радикална партия \| 19 495 \| 0,38% \| \| \| \| Желю Желев \| Блага Димитрова \| Съюз на демократичните сили \| 2 273 541 \| 44,66% \| 2 738 420 \| 52,85% \| \| Антон Дончев \| Николай Шкутов \| Движение „Глас за безпартиен президент“ \| 31 798 \| 0,62% \| \| \| \| Правдолюб Кожухаров \| Симеон Янулев \| Българска работническо-селска партия \| 7 808 \| 0,15% \| \| \| \| Йоло Денев \| Георги Статков \| Българска демократическа партия \| 10 769 \| 0,21% \| \| \| \| Петър Манолов \| Емилия Савова \| Движение „Безпартийни за демокрация“ \| 14 023 \| 0,28% \| \| \| \| Благовест Сендов \| Огнян Сапарев \| инициативен комитет \| 113 897 \| 2,24% \| \| \| \| Димитър Димитров \| Велчо Велев \| Свободна демократическа партия \| 8 620 \| 0,17% \| \| \| \| Иван Иванов \| Петър Димитров \| Български национален съюз „Нова демокрация“ \| 10 099 \| 0,20% \| \| \| \| Димитър Марковски \| Димитър Савов \| Свободна кооперативна партия \| 8 360 \| 0,16% \| \| \| \| Петър Гогов \| Богдан Йоцов \| Независима демократическа партия \| 21 302 \| 0,42% \| \| \| \| Асен Младенов \| Иван Георгиев \| Българска комунистическа партия \| 29 646 \| 0,58% \| \| \| \| Славомир Цанков \| Михаил Миланов \| Съюз на демократичните партии и движения Ера 3 \| 50 247 \| 0,99% \| \| \| \| Велко Вълканов \| Румен Воденичаров \| инициативен комитет \| 1 549 970 \| 30,44% \| 2 443 434 \| 47,15% \| \| Сийка Георгиева \| Станчо Митев \| Политически форум „Преображение“ \| 17 150 \| 0,34% \| \| \| \| Крум Крумов-Куманов \| Венчеслав Георгиев \| Предизборен съюз за национално спасение \| 10 266 \| 0,20% \| \| \| \| Кузман Кузманов \| Никола Шумарев \| Десен демократичен алианс \| \| \| \| \| \| Стоян Цанков \| Иван Стоянов \| Демократическа партия в България \| 9 888 \| 0,19% \| \| \| \| Димитър Попов \| Христо Генчев \| Българска национална демократическа партия \| 32 606 \| 0,64% \| \| \| \| Жорж Ганчев \| Петър Берон \| Български бизнес блок \| 854 108 \| 16,78% \| \| \| \| Общо: \| Общо: \| Общо: \| 5 091 127 \| 5 091 127 \| 5 181 854 \| 5 181 854 \| \| на балотаж не достигнал балотаж \| \| \| \| \| \| \| |                                                                           |                                                                           |                                                                           |                                                                           |                                                                           |                                                                           |
| Кандидат-президент | Кандидат-вицепрезидент                                                    | Издигнати от                                                              | Гласове I тур                                                             | % I тур                                                                   | Гласове II тур                                                            | % II тур                                                                  |
| Кирил Борисов | Милан Тонев                                                               | Либерална партия - Перник                                                 | 11 227                                                                    | 0,22%                                                                     |                                                                           |                                                                           |
| Тодор Пашалийски | Велин Илиев                                                               | Християнрадикална партия                                                  | 6 307                                                                     | 0,12%                                                                     |                                                                           |                                                                           |
| Иван Георгиев | Иван Кисимов                                                              | Българска национално-радикална партия                                     | 19 495                                                                    | 0,38%                                                                     |                                                                           |                                                                           |
| Желю Желев | Блага Димитрова                                                           | Съюз на демократичните сили                                               | 2 273 541                                                                 | 44,66%                                                                    | 2 738 420                                                                 | 52,85%                                                                    |
| Антон Дончев | Николай Шкутов                                                            | Движение „Глас за безпартиен президент“                                   | 31 798                                                                    | 0,62%                                                                     |                                                                           |                                                                           |
| Правдолюб Кожухаров | Симеон Янулев                                                             | Българска работническо-селска партия                                      | 7 808                                                                     | 0,15%                                                                     |                                                                           |                                                                           |
| Йоло Денев | Георги Статков                                                            | Българска демократическа партия                                           | 10 769                                                                    | 0,21%                                                                     |                                                                           |                                                                           |
| Петър Манолов | Емилия Савова                                                             | Движение „Безпартийни за демокрация“                                      | 14 023                                                                    | 0,28%                                                                     |                                                                           |                                                                           |
| Благовест Сендов | Огнян Сапарев                                                             | инициативен комитет                                                       | 113 897                                                                   | 2,24%                                                                     |                                                                           |                                                                           |
| Димитър Димитров | Велчо Велев                                                               | Свободна демократическа партия                                            | 8 620                                                                     | 0,17%                                                                     |                                                                           |                                                                           |
| Иван Иванов | Петър Димитров                                                            | Български национален съюз „Нова демокрация“                               | 10 099                                                                    | 0,20%                                                                     |                                                                           |                                                                           |
| Димитър Марковски | Димитър Савов                                                             | Свободна кооперативна партия                                              | 8 360                                                                     | 0,16%                                                                     |                                                                           |                                                                           |
| Петър Гогов | Богдан Йоцов                                                              | Независима демократическа партия                                          | 21 302                                                                    | 0,42%                                                                     |                                                                           |                                                                           |
| Асен Младенов | Иван Георгиев                                                             | Българска комунистическа партия                                           | 29 646                                                                    | 0,58%                                                                     |                                                                           |                                                                           |
| Славомир Цанков | Михаил Миланов                                                            | Съюз на демократичните партии и движения Ера 3                            | 50 247                                                                    | 0,99%                                                                     |                                                                           |                                                                           |
| Велко Вълканов | Румен Воденичаров                                                         | инициативен комитет                                                       | 1 549 970                                                                 | 30,44%                                                                    | 2 443 434                                                                 | 47,15%                                                                    |
| Сийка Георгиева | Станчо Митев                                                              | Политически форум „Преображение“                                          | 17 150                                                                    | 0,34%                                                                     |                                                                           |                                                                           |
| Крум Крумов-Куманов | Венчеслав Георгиев                                                        | Предизборен съюз за национално спасение                                   | 10 266                                                                    | 0,20%                                                                     |                                                                           |                                                                           |
| Кузман Кузманов | Никола Шумарев                                                            | Десен демократичен алианс                                                 |                                                                           |                                                                           |                                                                           |                                                                           |
| Стоян Цанков | Иван Стоянов                                                              | Демократическа партия в България                                          | 9 888                                                                     | 0,19%                                                                     |                                                                           |                                                                           |
| Димитър Попов | Христо Генчев                                                             | Българска национална демократическа партия                                | 32 606                                                                    | 0,64%                                                                     |                                                                           |                                                                           |
| Жорж Ганчев | Петър Берон                                                               | Български бизнес блок                                                     | 854 108                                                                   | 16,78%                                                                    |                                                                           |                                                                           |
| Общо: | Общо:                                                                     | Общо:                                                                     | 5 091 127                                                                 | 5 091 127                                                                 | 5 181 854                                                                 | 5 181 854                                                                 |
| на балотаж не достигнал балотаж |                                                                           |                                                                           |                                                                           |                                                                           |                                                                           |                                                                           |

## Семейство
Блага Димитрова е омъжена за Йордан Василев. През 1967 г., по време на войната във Виетнам „осиновява“ Ха Тху Хоанг (бълг. име Ханна Хоанг Димитрова) от Хайфон, Виетнам. До 6-годишна възраст Ха живее евакуирана на село с брат си и със сестра си. При молбата на Блага Димитрова да осинови малката Ха, майка ѝ се съгласява да я даде, за да я спаси от бомбите. До законно попечителство не се стига – Йордан и Блага ѝ казват да ги приема като леля и чичо. Но българите я наричат „дъщерята на Блага“. Блага Димитрова няма друго дете.

## Памет
На Блага Димитрова е наречена улица в квартал „Подуене“ в София (Карта).

## Филмография
- Отклонение (1967)